# 大島 (宮崎県)
大島（おおしま）は、日向灘に浮かぶ島。別名日向大島。行政上では宮崎県日南市南郷町中村乙に属する。離島振興法に基づく「宮崎県離島振興計画」では築島（串間市）とともに「南那珂群島」として離島振興計画の対象地域となっている。

## 概要
日南市の中心部から南東に約7km、本土沿岸（日南市南郷町）からは東に2.5kmほどの位置にある外海本土近接型の離島である。
基幹産業は漁業で離島振興法による地域指定以降、港湾整備、簡易水道、電気などの整備が図られた。最盛期の人口は300人を超えていた。
2015年（平成27年）末に最後の住人が島を出ていったん無人島となっていた。一方で元島民らを中心に2015年に「大島プロジェクト会議」が結成され、島内で散策ツアー、遊歩道の整備、果樹の栽培などが行われてきた。
2020年には「南郷大島ミュージアム」と呼ばれるアートプロジェクトが開催された。
2022年（令和4年）4月1日現在の島の人口は2人となっている。

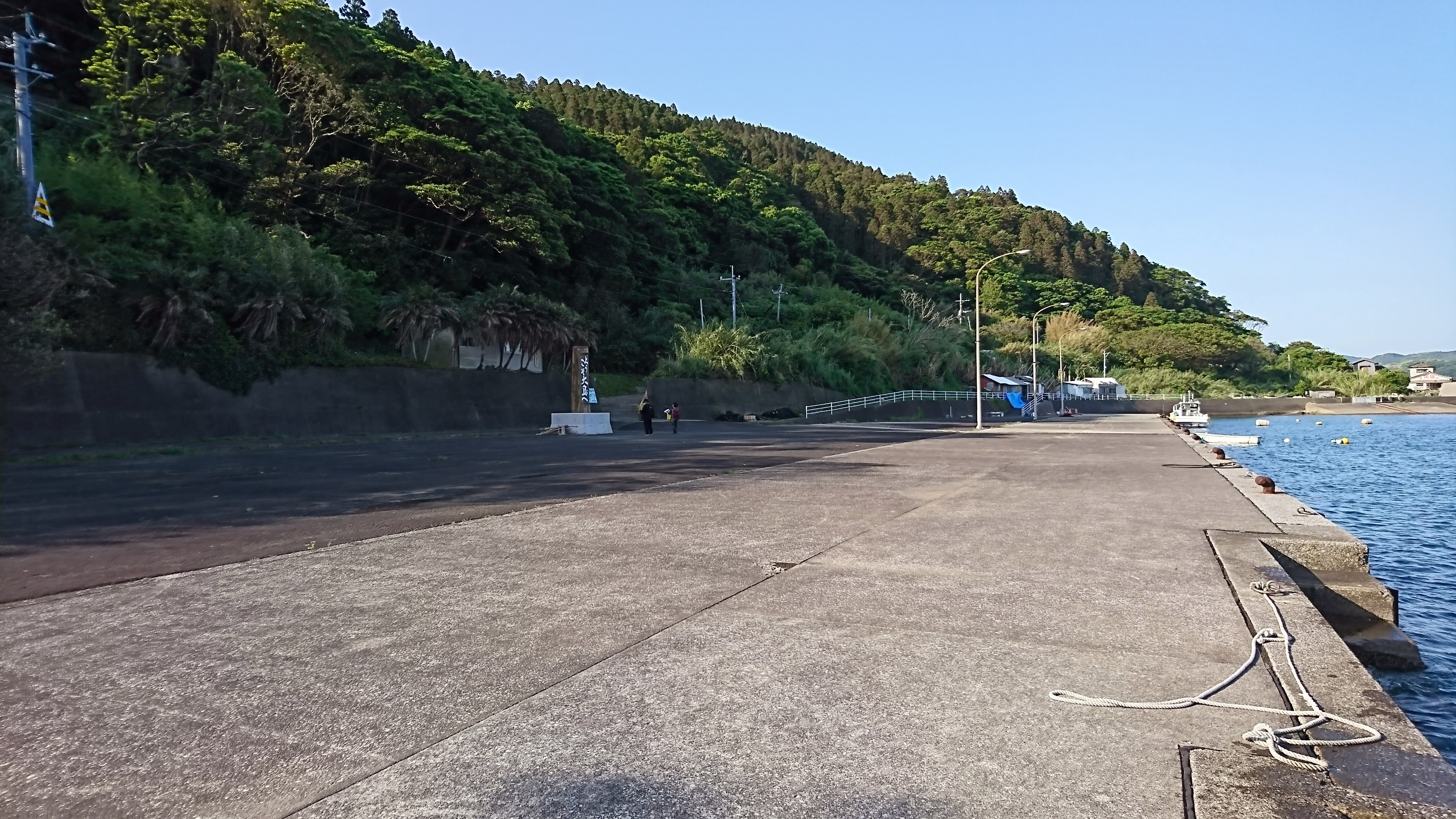
小浜港（大島）
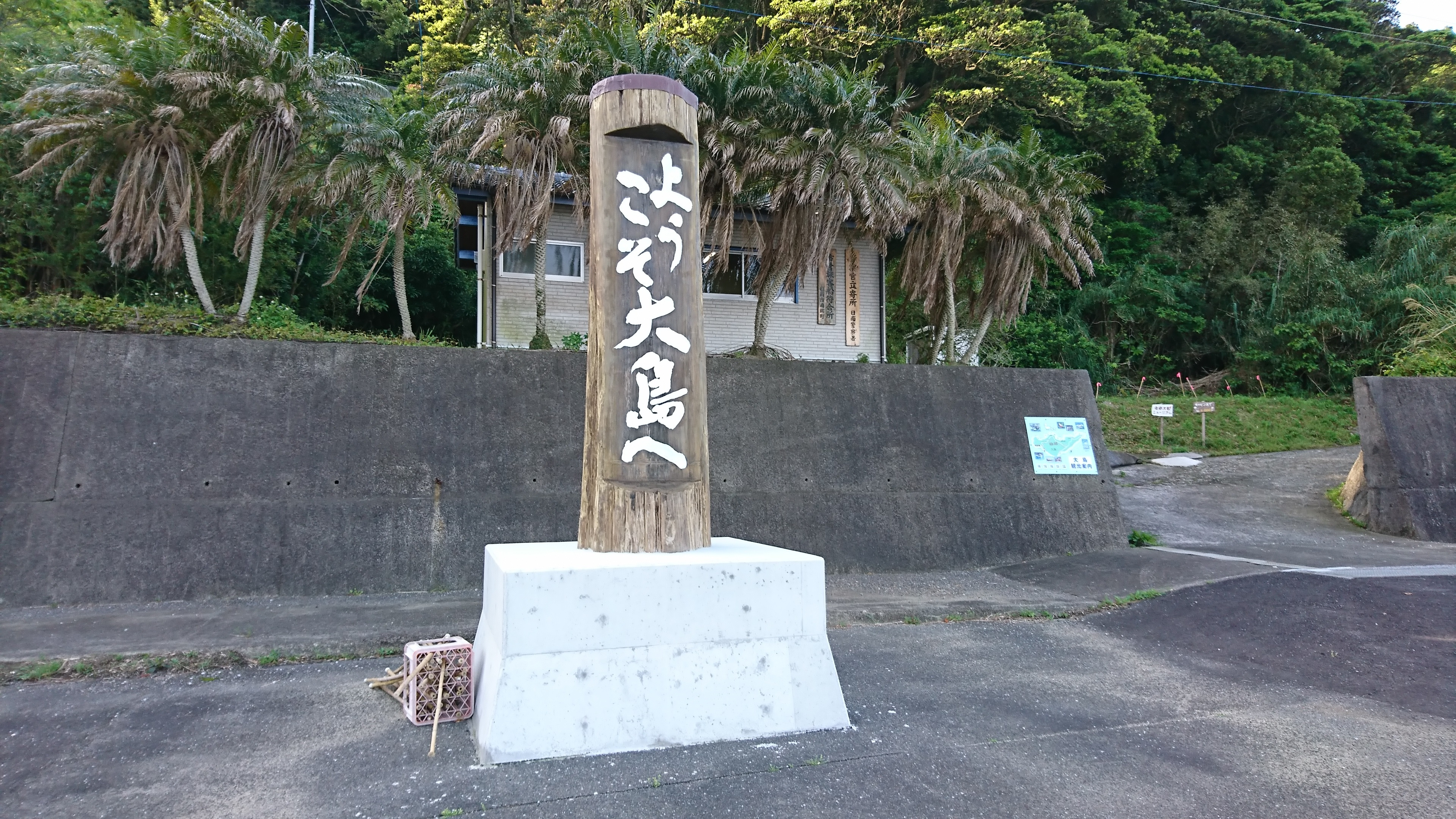
大島の歓迎標柱
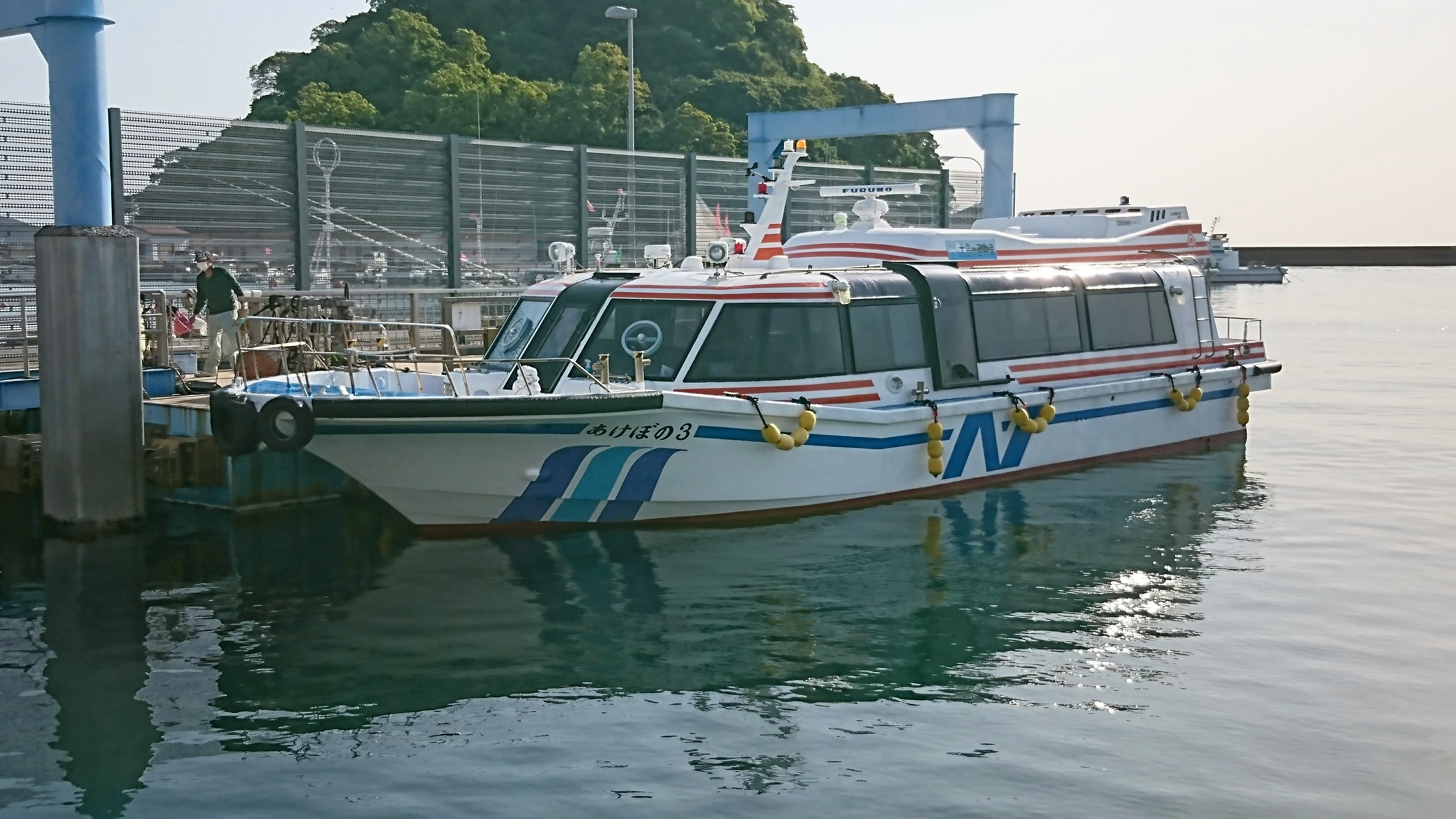
日南市営船「あけぼの3」

## 施設
市営の「アドベンチャーキャビン」は、1980年に閉校した大島小学校の校舎を改装したものである。
島内にある鞍埼灯台は日本初の無筋コンクリート造の建物。初点灯の1884年から約120年以上、海を見守っている。

## 交通
1990年（平成2年）10月に開設された日南市南郷町の目井津港とを結ぶ市営の旅客船が唯一の公共交通機関となっている。旅客船（所要時間約15分・1日4往復）は目井津港出航後は大島西南部の「竹之尻港」を経由し、北西部にある同島の主要港「小浜港」に到着する。